# Onychonycteris finneyi
Onychonycteris finneyi é a espécie mais primitiva de morcego de que há registo. Viveu numa área que hoje em dia é o estado de Wyoming, há 52,5 milhões de anos. Dois fósseis desta espécie foram encontrados na formação de Green River, em 2003, e colocadas numa nova família quando a descoberta foi publicada na revista Nature, em Fevereiro de 2008. Esta espécie era única entre os morcegos devido ao facto de possuir garras em todos os cinco dedos, em oposição aos 2 ou 3 dedos existentes nas outras espécies conhecidas. O nome do género refere essa particularidade, significando "morcego com garras". O nome da espécie é um tributo ao arqueólogo que descobriu a espécie, Bonnie Finney.
No debate sobre o que terá se desenvolvido primeiro nos morcegos, a ecolocação ou a capacidade de voo, a existência desta espécie é uma forte evidência em favor da segunda hipótese. O. finneyi possuía asas bem desenvolvidas, podendo certamente voar, mas faltavam-lhe as cócleas de maior tamanho que são características de todos os morcegos extantes que utilizam a ecolocação. Isto indica que os morcegos primitivos poderiam voar antes de terem desenvolvido a capacidade de ecolocalização. Não é ainda sabido se esta espécie de morcego teria os grandes olhos característicos da maioria dos morcegos nocturnos, isto devido à falta de partes intactas e específicas de fósseis para o comprovar.